# Philippe Joseph Jean Veranneman de Watervliet
Philippe Joseph Jean Veranneman de Watervliet (Brugge, 24 juli 1761 - 19 november 1815) was een lid van de Zuid-Nederlandse adellijke familie Veranneman de Watervliet. Hij was politicus, magistraat en auteur van filosofische en staatsrechtelijke werken.

## Levensloop
Veranneman, die niet mag verward worden met zijn neef en homoniem Philippe Veranneman de Watervliet (1787-1844) die burgemeester van Brugge en lid van de Tweede Kamer der Staten-Generaal werd, was een van de vijftien kinderen van Jean-Joseph Veranneman de Gendbrugge (1733-1808), schepen van het Brugse Vrije en van Angelique de Massiet (1739-1788), vrouwe van Watervliet en Waterland.
Philippe Veranneman bleef vrijgezel. Hij had ambitie en wilde van zich doen spreken. Zijn agitatie, arrogantie en wil om te schitteren sproten voort, zo noteerde de hoge politieambtenaar von Eckstein uit overcompensatie. Enerzijds wilde hij zijn fysieke onbekoorlijkheid doen vergeten (hij was klein en krom van gestalte), anderzijds was hij een onverbeterlijk rokkenjager.

## Loopbaan
Na eerst drie jaar voor priester te hebben gestudeerd, behaalde hij in Leuven zijn diploma van licentiaat in de rechten. Al in 1783 schreef hij een brief naar keizer Jozef II, waarin hij voorstellen deed voor het verschaffen van kosteloos onderwijs, als middel om de armoede te bestrijden. De kosten hiervan zouden ten laste worden gelegd van de geestelijkheid. Hij behoorde tot de beschermelingen van het Oostenrijks bestuur, want na in 1787 een betrekking te hebben gekregen bij de nieuwe (en kortstondige) rechtbank van eerste aanleg in Gent, werd hij op 8 maart 1788 (hij was amper 26 jaar) tot schepen van de stad Brugge benoemd. Toen de Brabantse Revolutie uitbrak sloot hij zich hierbij aan, waarop hij werd aangeduid als vertegenwoordiger van Brugge bij de Staten van Vlaanderen in Gent. Tijdens de daaropvolgende revolutiejaren en in de Franse Tijd speelde hij geen noemenswaardige rol en beperkte hij zich ertoe als advocaat op te treden. Pas in 1812 kreeg hij een aanstelling als plaatsvervangend rechter. Bij de totstandkoming van het Verenigd Koninkrijk der Nederlanden, in oktober 1814, werd hij tot substituut van de procureur des Konings in Brugge benoemd. Dit waren allebei wel heel bescheiden benoemingen voor iemand met grote ambitie. Of hij nog hoger op had kunnen klimmen zal altijd een vraagteken blijven, want in november 1815 overleed hij.

## Publicaties
Philippe Veranneman is vooral bekend gebleven als de auteur van twee traktaten.
Het eerste gedateerd 1790, heette Traité de la souveraineté généralement considérée avec des réflexions pratiques sur le gouvernement (Traktaat over de algemeen beschouwde soevereiniteit met praktische reflecties over de regering). Veranneman ging uit van het 'Sociaal Contract', de leer van Jean-Jacques Rousseau en zegde zich ook geïnspireerd door Montesquieu, Pufendorf en andere filosofen. De ideeën van Veranneman kwamen erop neer dat hij de trouw aan de keizer aankleefde maar tevens het traditionele land- en stadsbestuur aanprees boven de Verlichte nieuwigheden die de vorst wilde invoeren. Hierdoor viel hij eigenlijk tussen twee stoelen, want zowel de verlichte geesten die voor de keizer waren als de traditionalisten die voor het behoud van het oude regime waren, konden zich met een deel van zijn stellingen niet verzoenen. Geen wonder dat Veranneman op de vingers werd getikt vanuit Wenen en Brussel, dat het tweede deel van zijn traktaat niet gepubliceerd werd en dat hij bij de terugkeer van de Oostenrijkers, zowel begin 1791 als een tweede keer begin 1793 zijn schepenzetel niet terugkreeg.
Na lange jaren bescheiden opstelling onder het Franse bewind, werd Veranneman vanaf begin 1814 weer bedrijvig. Hij stuurde zijn plannen om een afzonderlijke grondwet op te stellen voor de Zuidelijke Nederlanden naar de Nederlandse overheid. Hij vond immers dat het niet doenbaar was om eenzelfde grondwet te hebben, gelet op de grote verschillen, voor zowel het protestantse Noorden als het katholieke Zuiden. Opnieuw behelsde zijn voorstel een samenvoeging van nieuwigheden in de geest van de Verlichting en het vasthouden aan de regeringswijze en aan de wetten en reglementen van voor de revoluties, zonder evenwel terugkeer naar de voorrechten van vroeger. Hij pleitte vooral voor decentralisatie en grote autonomie voor de provincies.
Den Haag zag wel iets in de voorstellen van Veranneman en hij werd samen met enkele andere advocaten uit de Zuidelijke Nederlanden verzocht een voorontwerp van grondwet uit te werken. Dit liep evenwel op niets uit en weldra kwam een grondwet tot stand, beschouwd als zeer progressief van inhoud, die voor het ganse koninkrijk van kracht zou worden, zowel voor de Noordelijke als voor de Zuidelijke Nederlanden. Veranneman was daar niet blij mee, en opdat zijn ideeën bekend zouden worden en misschien toch nog enige invloed zouden kunnen uitoefenen, publiceerde hij een klein boekje onder de titel Projet de constitution pour les provinces de la Belgique, ci-devant Autrichienne. Veel tijd om zijn project nog verder te verdedigen werd aan Veranneman niet gegund, want korte tijd later overleed hij.